# Isidro Perez
Isidro Perez (* 24. Mai 1964 in Guerrero, Mexiko; † 9. Januar 2013) war ein mexikanischer Boxer im Fliegengewicht.

## Profikarriere
Im Jahre 1979 begann er erfolgreich seine Profikarriere. Am 18. August 1990 boxte er gegen Angel Rosario um die WBO-Weltmeisterschaft und gewann durch technischen K. o. in Runde 12. Diesen Gürtel verteidigte er insgesamt zweimal und verlor ihn im März 1992 an Pat Clinton nach Punkten.
Im Jahre 1997 beendete er seine Karriere.